# Алвин Јорк
Алвин Калум Јорк (енгл. Alvin C. York; Пал Мал, 13. децембар 1887 — Нешвил, 2. септембар 1964) је био војник армије САД који је остао запамћен у историји по исказаном јунаштву у Првом светском рату.
Јорк се родио у сиромашној породици у месту Пал Мал, држава Тенеси. Његова породица није могла да се издржава само од обраде земље због чега је мали Алвин често ишао у лов заједно са својим оцем. Убзо је постао изузетан стрелац. У крају у ком је живео, био је познат као кавгаџија и алкохоличар и често је учествовао у кафанским тучама. Након што је 1914. године у једној од оваквих туча настрадао његов најбољи пријатељ Јорк је одлучио да се промени. После овог инцидента постао је посвећени хришћанин због чега је по избијању Првог светског рата одбио позив за регрутацију позивајући се на приговор савести (мада данас постоје неслагања око његовог статуса).
Јорк је напослетку ипак регрутован 1917. године и распоређен у 82. пешадијску дивизију. Током Меза-Аргонске офанзиве 8. октобра 1918. године био је каплар у 328. пешадијском пуку када је, због погибије надређених официра морао да преузме команду над пешадијским одељењем. Иако се у различитим описима његове акције наводи да ју је извео сам, у званичном извештају наведено је да је каплар Јорк напао активно непријатељско митраљеско гнезо заједно са још седам војника. У акцији која је уследила убијено је 25, а заробљено 132 немачка војника (укључујући и 4 официра). За ову акцију америчка војска одликовала га је Крстом за ратне заслуге. Француска, на чијој територији се Јорк борио, одликовала га је Ратним крстом и Легијом части. Италија и Црна Гора су га такође одликовале Ратним крстом и Ратном медаљом. Иако је у време када се акција одиграла био каплар, због заслуга на бојном пољу унапређен је у чин наредника због чега је и постао познат у САД и широм света као „Наредник Јорк“.
Дана 18. априла 1919. године. Јорк је одликован највишим одликовањем САД, Медаљом части.
По повратку у САД основао је приватни пољопривредни институт у Џејмстауну, Тенеси, у близини свога родног места. Институт није успео да се развије под његовом управом због чега је предат на управу држави Тенеси. После овог неуспеха преузео је управо над млином у Пал Малу на реци Вулф који је данас део државног парка. Држава Тенеси обезбедила му је велику кућу (по тадашњним стандардима) која и дан данас стоји поред ауто-пута бр. 127. Умро је 1964. године од излива крви у мозак. Сахрањен је у свом родном месту.
Године 1941. је по његовом подвигу снимељен филм „Наредник Јорк“ у коме главну улогу игра Гари Купер.
Дана 5. маја 2000. године Поштанска служба САД издала је серију марака на тему „Истанкнутих војника“ на којима се нашао и лик Алвина Јорка.